# Mistrzostwa Świata w Piłce Nożnej 2014 (eliminacje strefy CONCACAF)/Grupa 5

## Tabela
| Lp. | Drużyna                   | M | Mecze | Mecze | Mecze | Bramki | Bramki | Bramki | Pkt |
| Lp. | Drużyna                   | M | W     | R     | P     | +      | −      | +/−    | Pkt |
| --- | ------------------------- | - | ----- | ----- | ----- | ------ | ------ | ------ | --- |
| 1.  | Gwatemala                 | 6 | 6     | 0     | 0     | 19     | 3      | +16    | 18  |
| 2.  | Belize                    | 6 | 2     | 1     | 3     | 9      | 10     | −1     | 7   |
| 3.  | Saint Vincent i Grenadyny | 6 | 1     | 2     | 3     | 4      | 12     | −8     | 5   |
| 4.  | Grenada                   | 6 | 1     | 1     | 4     | 7      | 14     | −7     | 4   |

## Mecze
Czas: CET
| 2 września 2011 | Grenada | 0:2(0:2) | Belize · 11' McCauley · 35' Róches | Cricket National Stadium, Saint George’s Widzów: 2,6 tys. Sędzia: David Rubalcaba |
|                 |         |          |                                    |                                                                                   |

| 2 września 2011 | Gwatemala · Pappa 14' · Flores 30' · Rodríguez 52' · García 71' | 4:0(2:0) | Saint Vincent i Grenadyny | Estadio Nacional Mateo Flores, Guatemala Widzów: 24 tys. Sędzia: Erick Andino |
|                 |                                                                 |          |                           |                                                                               |

| 18 września 2011 | Saint Vincent i Grenadyny · Samuel 27' · Stewart 71' | 2:1(1:0) | Grenada · 76' Langaigne | Arnos Vale Ground, Kingstown Widzów: 2,5 tys. Sędzia: Paul Ward |
|                  |                                                      |          |                         |                                                                 |

| 6 września 2011 | Belize · McCauley 76' | 1:2(0:1) | Gwatemala · 4' Cabrera · 75' López | FFB Field, Belmopan Widzów: 3027 Sędzia: Marlon Alfonso Mejia |
|                 |                       |          |                                    |                                                               |

| 7 października 2011 23:30 | Belize · Simpson 85' | 1:4(0:3) | Grenada · 37' Rennie · 41' Julien · 50' Joseph · 80' Murray | FFB Field, Belmopan Widzów: 1,2 tys. Sędzia: Franklin Jarquin |
|                           |                      |          |                                                             |                                                               |

| 7 października 2011 21:05 | Saint Vincent i Grenadyny | 0:3(0:1) | Gwatemala · 44', 57' Rodríguez · 75' Pezzarossi | Arnos Vale Ground, Kingstown Widzów: 3 tys. Sędzia: Marcos Brea |
|                           |                           |          |                                                 |                                                                 |

| 15 października 2011 21:00 | Grenada · Murray 90+2' | 1:1(0:0) | Saint Vincent i Grenadyny · 62' Samuel | Cricket National Stadium, Saint George’s Widzów: 2 tys. Sędzia: Bryan Willett |
|                            |                        |          |                                        |                                                                               |

| 11 października 2011 04:00 | Gwatemala · Gallardo 6' (k) · López 65' · Ruiz 81' | 3:1(1:1) | Belize · 31' McCauley | Estadio Nacional Mateo Flores, Guatemala Widzów: 21 107 Sędzia: José Peñaloza |
|                            |                                                    |          |                       |                                                                               |

| 11 listopada 2011 03:00 | Gwatemala · García 1', 30' · Padilla 44' | 3:0(3:0) | Grenada | Estadio Nacional Mateo Flores, Guatemala Widzów: 13 710 Sędzia: Neal Brizan |
|                         |                                          |          |         |                                                                             |

| 11 listopada 2011 22:30 | Belize · McCauley 16' | 1:1(1:1) | Saint Vincent i Grenadyny · 13' Stewart | FFB Field, Belmopan Widzów: 300 Sędzia: Adrian Skeete |
|                         |                       |          |                                         |                                                       |

| 15 listopada 2011 20:00 | Grenada · Rennie 37' (k) | 1:4(1:0) | Gwatemala · 67' (sam.) Williams · 77' Thompson · 84' Ramírez · 90' (sam.) Joseph | Cricket National Stadium, Saint George’s Widzów: 200 Sędzia: Rudolph Angela |
|                         |                          |          |                                                                                  |                                                                             |

| 15 listopada 2011 20:00 | Saint Vincent i Grenadyny | 0:2(0:0) | Belize · 75', 77' (k.) McCaulay | Arnos Vale Ground, Kingstown Widzów: 500 Sędzia: Kevin Thomas |
|                         |                           |          |                                 |                                                               |